# LOTUS (DIR EN GREYの曲)
「LOTUS」（ロータス）は、日本のバンドDIR EN GREYのメジャー24枚目のシングル。2011年1月26日にリリースされた。

## 概要
- DVD付属の初回限定盤とCDのみの通常盤の2仕様で発売された。
- LOTUS、OBSCUREのミックスをジェイソン・スーコフ、冷血なりせばのミックスをチュー・マッドセン、全曲のマスタリングをアラン･ドーチェスが行っている。
- PV中では宗教絵画がたびたび出てくる。

## 収録曲
1. LOTUS
（作詞:京　作曲・編曲:DIR EN GREY)
原曲はDie。京のインタビューで「振り返ってもなかなか前へ進めないことのほうが多いと思う。でもそうじゃないんだよという歌詞を書きたかった」と語っている。
2. OBSCURE
（作詞:京　作曲・編曲:DIR EN GREY)
4枚目のアルバム『VULGAR』収録曲の再構築バージョン。本シングル発売前のツアー『THE UNWAVERING FACT OF TOMORROW TOUR2010』の後期にて初披露された。
原曲よりテンポが早められ、ボーカルパートを敢えて減らしたことで、楽曲の空間を活かし映像が頭に浮かぶような雰囲気にしたかったと京は語っている。
歌詞には一部歌われてはいるが歌詞カードに記載されていない部分がある。
3. 冷血なりせば [LIVE]
（作詞:京　作曲・編曲:DIR EN GREY)
2010年7月20日にSTUDIO COASTで演奏されたもの。

【DVD】（初回生産限定盤のみ）

“THE UNWAVERING FACT OF TOMORROW TOUR2010”
2010.07.21 SHINKIBA STUDIO COAST
1. 残
2. LIE BURIED WITH A VENGEANCE
3. 逆上堪能ケロイドミルク